# Quartet de corda núm. 5 (Weinberg)
El Quartet de corda núm. 5 en si bemoll major, op. 27, va ser compost per Mieczysław Weinberg entre l'octubre i novembre de 1945 i dedicada al Quartet Beethoven, que el va estrenar posteriorment el 17 de maig de 1947 a la sala de cambra del Conservatori de Moscou.
El Cinquè Quartet (que el 1991 va rehabilitar i orquestrar en la Simfonia de cambra núm. 3) aposta per la claredat, l'ús eficient de pocs recursos i la limitació en les capes de textures, pràctica que el seu amic Xostakóvitx no utilitzaria fins al 1952 en el seu també Cinquè Quartet.
Dels cinc moviments en què s'estructura, el breu Scherzo central representa una veritable proesa magistral per als seus intèrprets, amb una frenètica cursa a la vora del precipici fins a arribar al clímax.

## Moviments
- I.Melodia. Andante sostenuto
- II.Humoreska. Andantino
- III.Scherzo. Allegro molto
- IV.Improvisation. Lento
- V.Serenata. Moderato con moto